# Kurská kosa

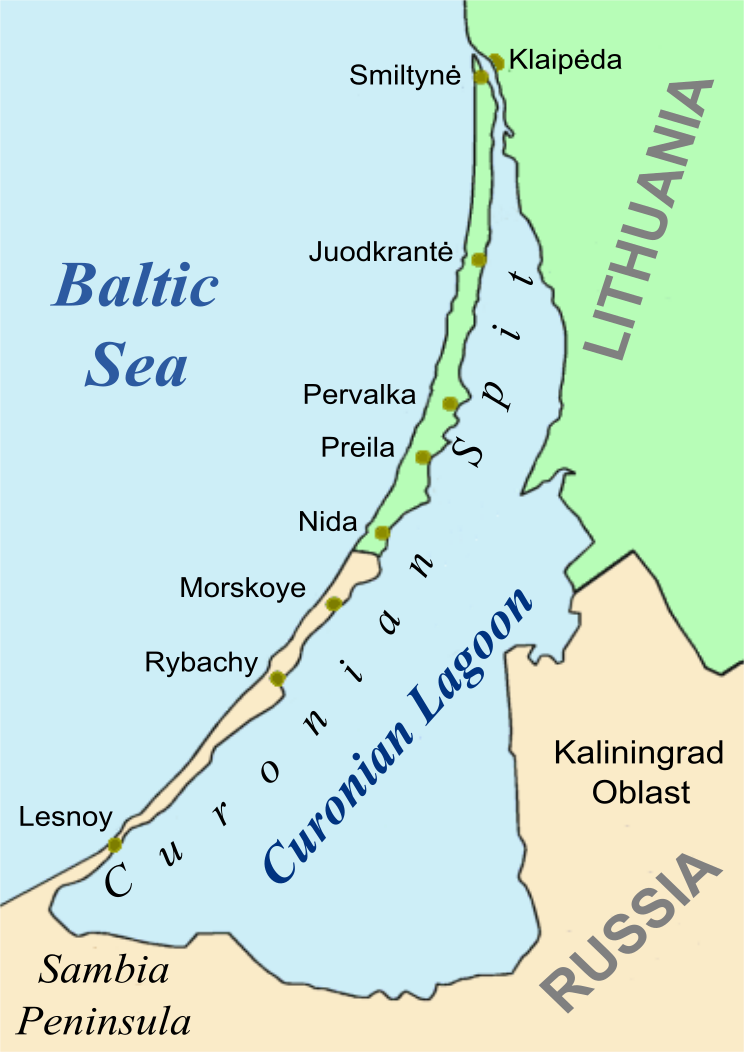
Kurská kosa a záliv

Kurská, Kuronská či Kuršská kosa/poloostrov (rusky Куршская коса, Kuršskaja kosa; litevsky Kuršių nerija nebo častěji jednoduše Neringa, jméno pochází od starého baltského národa Kurů) je písečný poloostrov, kosa v jihovýchodním cípu Baltského moře. Táhne se ve tvaru úzké, mírně ohnuté duny z jihozápadu na severovýchod od Sambijského poloostrova ke Klaipėdě a odděluje Kurský záliv od Baltského moře. Poloostrov je 98 km dlouhý a 380 m až 3,8 km široký. Jeho jižní část (46 km) náleží Rusku (Kaliningradská oblast), kdežto severní (52 km) Litvě (Klaipėdský kraj).
Od roku 2000 je kosa zařazena na listinu Světového dědictví UNESCO.

## Geologie, flóra
Na pobřeží Baltského moře se vytvořily písečné vyvýšeniny – přední duny (vysoké 4 až 12 m). Ty jsou někdy zpevněné rostlinstvem. Za nimi se rozprostírá hrbolatá, místy bažinatá plochá rovina pokrytá trávou a keři. Podél celé kosy se zvedá řada velkých písečných dun, které mají průměrnou nadmořskou výšku 30 až 40 m. Nejvyšším geografickým bodem je duna Vecekrugo kopa (Vecekrugo kalnas) 67,2 m n. m. Nejužší místo 380 m je u obce Lesnoj (rusky Лесной) v ruské enklávě a nejširší 3,8 km u Bulviko ragas (poloostrov Bulviko), to je čtyři kilometry severovýchodně od Nidy.
Velká část z nich je pokryta lesy (hlavně borovice, olše lepkavá s příměsí dubu, lípy a jilmu). Původně byla Kurská kosa zalesněna, ale vlivem sílícího osídlení byly lesy postupně káceny a flóra ničena dobytkem. V období sedmileté války v roce 1757 ruská armáda pro potřebu výstavby lodí s nízkým ponorem, vykácela zbytky lesů. V té době zbývalo na poloostrově kolem 10 % lesů. V důsledku odlesnění se začaly nezpevněné duny vlivem větrů přesouvat. Tak například byla na konci 18. století pod dunami pohřbena vesnice Karvaičiai. V roce 1825 začal Georg David Kuwert, úředník pošty, se svým otcem Gottliebem znovu osazovat písečné duny. Téměř přes sto let byly vysazovány traviny a různé druhy borovic a bříz. To vedlo ke zvětšení zalesnění, takže 75 % ploch pokrývaly lesy (z toho tři čtvrtiny tvoří borové lesy) a 12 % tvořily písečné duny). Na území Ruska (Kaliningradská oblast) byl v roce 1987 vytvořen Hациона́льный парк Куршская коса (česky Národní park Kurská kosa, rozloha 6,6 tisíc hektarů) a na části patřící Litvě byl v roce 1991 vytvořen Kuršių Nerijos nacionalinis parkas (česky Národní park Kurská kosa, rozloha 26,5 tisíce hektarů).
Nejpopulárnějšími turistickými cíli celé Kurské kosy jsou Parnidžio kopa a město Nida.

## Osídlení
V 10. až 11. století kosu obývali vikingové, kteří sídlili v okolí obce Rybačij (rusky Рыба́чий), v jejímž okolí v roce 1893 byly německými archeology nalezeny první stopy po osídlení. Teprve až v roce 2008 bylo stálé osídlení potvrzeno na základě ruských výzkumných prací. Ve středověku bylo Řádem teutonských rytířů na kose postaveno několik pevností. Řád byl poražen v roce 1410 armádou Litevského velkovévody a Polska. Mezi další osídlence patřili Kurové, kteří se zabývali rybolovem, dřevorubectvím a uměleckými řemesly. Kurové byli vytlačeni (pobiti) Řádem mečových bratří. Před druhou světovou válkou kosa byla součástí Východního Pruska. Po ukončení války byla kosa anektována SSSR a německé obyvatelstvo vysídleno. V roce 1991 byla jižní část kosy ponechána Rusku a severní připadla Litvě.
Kosa je chráněným přírodním územím. Na litevské straně se na ní nachází obec Neringa, což je administrativní celek zahrnující vsi Nida, Preila, Pervalka, Juodkrantė aj.
V ruské části se nacházejí obce Morskoje (Морско́е), Rybačij (Рыбачий), Krasnoreče (Красноречье) a Lesnoj (Лесной).

## Galerie

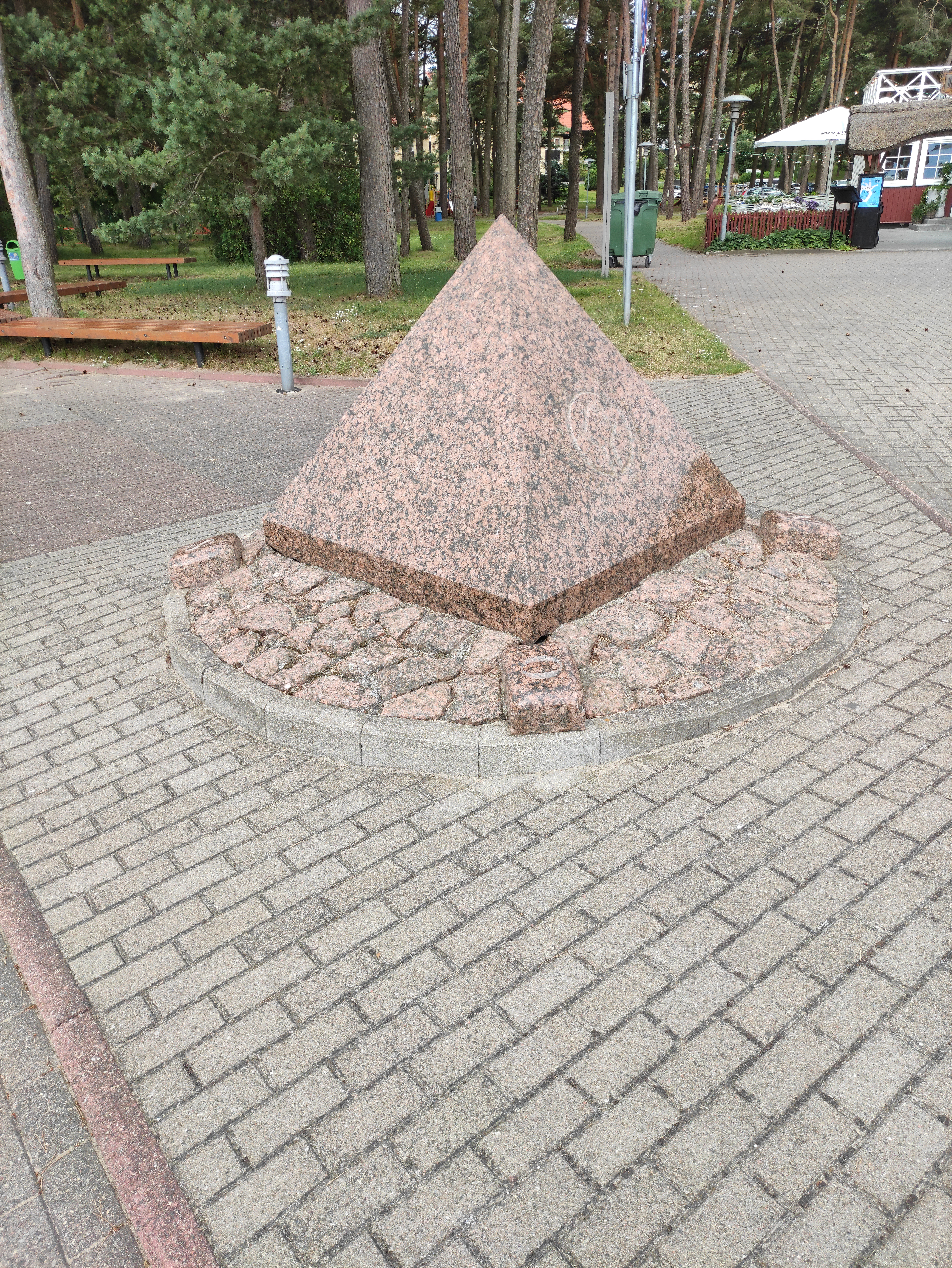
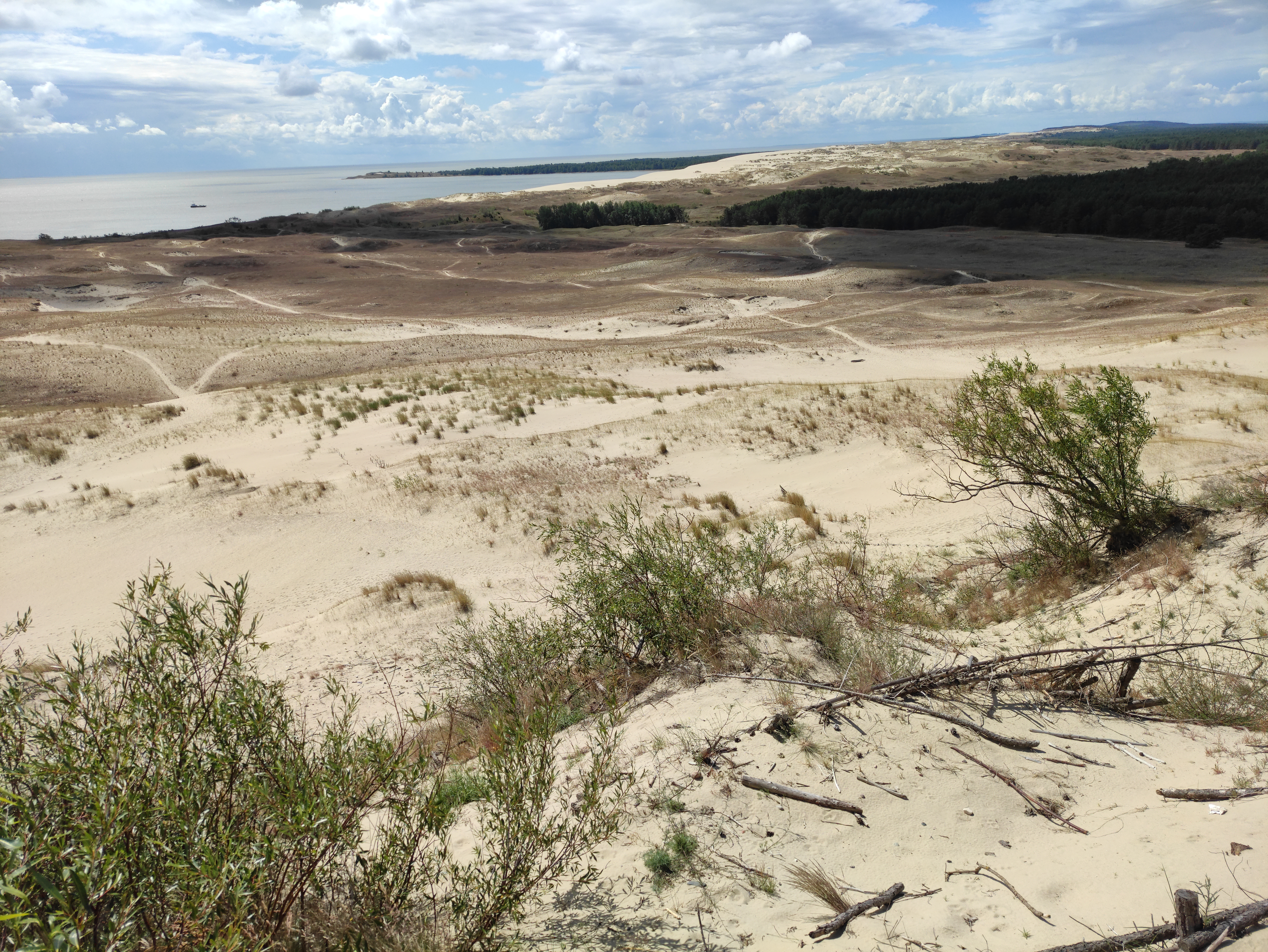